# Eulepidotis sabina
Eulepidotis sabina là một loài bướm đêm trong họ Erebidae.